# Comté de Dunklin
Le comté de Dunklin  (Dunklin County) est un comté du Missouri aux États-Unis. Le siège du comté se situe à Kennett. Le comté fut créé en 1845 et nommé en hommage au gouverneur du Missouri Daniel Dunklin. Au recensement de 2006, la population était constituée de 43.155 individus.

## Géographie
Selon le bureau du recensement des États-Unis, le comté totalise une surface 1.417 km² dont  4 km2 d’eau.

### Comtés voisins
- Comté de Stoddard  (nord)
- Comté de New Madrid  (nord-est)
- Comté de Pemiscot  (est)
- Comté de Mississippi (Arkansas)  (sud-est)
- Comté de Craighead  (sud)
- Comté de Greene (Arkansas)  (sud-ouest)
- Comté de Clay (Arkansas)  (ouest)
- Comté de Butler (Missouri)  (nord-ouest)

### Routes principales
- U.S. Route 62
- U.S. Route 412
- Missouri Route 25
- Missouri Route 53
- Missouri Route 84
- Missouri Route 153
- Missouri Route 164

## Démographie
Selon le recensement de 2006, sur les 43 155 habitants, on retrouvait 13 411 ménages et 9 159 familles dans le comté. La densité de population était de 23 habitants par km² et la densité d’habitations (14 682 au total)  était de 10 habitations par km². La population était composée de 88,64 % de blancs, de 8,68 %  d’afro-américains, de 0,31 % d’amérindiens et de 0,27 % d’asiatiques.
31,30 % des ménages avaient des enfants de moins de 18 ans, 51,5 % étaient des couples mariés. 26,0 % de la population avait moins de 18 ans, 8,1 % entre 18 et 24 ans, 26,0 % entre 25 et 44 ans, 23,5 % entre 45 et 64 ans et 16,5 % au-dessus de 65 ans. L’âge moyen était de 38 ans. La proportion de femmes était de 100 pour 89,6 hommes.
Le revenu moyen d’un ménage était de 24,878 dollars.
Au recensement de 2020, la population était descendue à 28 283 habitants.

## Villes et cités
| - Arbyrd - Campbell - Cardwell | - Clarkton - Gibson - Gobler | - Holcomb - Hollywood - Hornersville | - Kennett - Malden - Rives | - Senath - White Oak |

## Personnalité
- Sheryl Crow